# Bella Vista (Distrito Nacional)
Bella Vista es un sector del Distrito Nacional en la República Dominicana, ubicado en la parte suroeste de la ciudad de Santo Domingo. Limita al norte con el Ensanche Quisqueya, al sur con los Jardines del Sur, Atala y Antonio Duvergé, al este con el sector La Julia y al Oeste con el Mirador Sur y Mirador Norte. Es considerado una zona de clase media alta y alta y caracterizada por su desarrollo urbano, la presencia de centros comerciales, clínicas, torres residenciales y espacios recreativos.
Con una superficie aproximada de 2.04 kilómetros cuadrados, Bella Vista cuenta con una población estimada de 18,500 habitantes según proyecciones de la Oficina Nacional de Estadística (ONE) basadas en el censo de 2010. La densidad poblacional del sector se sitúa alrededor de 7,840 habitantes por kilómetro cuadrado, lo que refleja un entorno urbano denso con alta concentración de servicios y actividad económica.
Bella Vista es un sector con un notable desarrollo residencial y comercial. Alberga importantes plazas como Bella Vista Mall, así como instituciones educativas privadas, clínicas, restaurantes y oficinas corporativas. Es también una de las zonas del Distrito Nacional con mayor valorización inmobiliaria, en parte por su cercanía al parque Mirador Sur, un importante área verde de la ciudad.

## Historia
La historia de Bella Vista se remonta a mediados del siglo XX, cuando se iniciaron proyectos de urbanización en lo que anteriormente era una zona de uso agrícola y poco poblada. La expansión de la ciudad de Santo Domingo hacia el sur y suroeste impulsó la transformación del área, que pasó a convertirse en una zona residencial para familias de clase media alta.
Durante las décadas de 1980 y 1990, el sector experimentó un auge inmobiliario, con la construcción de viviendas unifamiliares, escuelas privadas y clínicas. Posteriormente, en la primera década del siglo XXI, la tendencia se inclinó hacia el desarrollo vertical con torres de apartamentos y centros comerciales, lo que convirtió a Bella Vista en uno de los sectores más modernos del Distrito Nacional.
El crecimiento de Bella Vista también estuvo vinculado al desarrollo de la avenida Anacaona y la cercanía al parque Mirador Sur, lo que atrajo a residentes interesados en espacios con áreas verdes y buena conectividad urbana.

## Economía
La economía de Bella Vista es vibrante y diversa, basada principalmente en el comercio, los servicios y el sector inmobiliario. Este barrio es uno de los lugares con más actividad comercial en el suroeste del Distrito Nacional, gracias a la existencia de centros como Bella Vista Mall, además de numerosas plazas comerciales, bancos, clínicas privadas, gimnasios, restaurantes y oficinas corporativas que le dan vida y dinamismo.
El desarrollo inmobiliario ha sido clave para el crecimiento de la zona. La construcción de modernas torres residenciales y oficinas ha generado una gran demanda de bienes raíces, lo que ha llevado a un aumento significativo en el valor del metro cuadrado en Bella Vista. Este ambiente atractivo ha llamado la atención de empresas del sector de la construcción, bienes raíces y diseño arquitectónico, convirtiendo el área en un verdadero centro de oportunidades.